# 르노 케락스
르노 케락스(영어: Renault Kerax)는 프랑스의 르노 트럭 사가 생산하는 대형 트럭이다. 1997년부터 2013년까지 생산된 트럭으로 르노 트럭 C와 르노 트럭 K가 출시되면서 단종 되었다.